# Campo di Trens
Campo di Trens (Freienfeld in tedesco) è un comune italiano di 2 785 abitanti della provincia autonoma di Bolzano in Trentino-Alto Adige.

## Geografia fisica

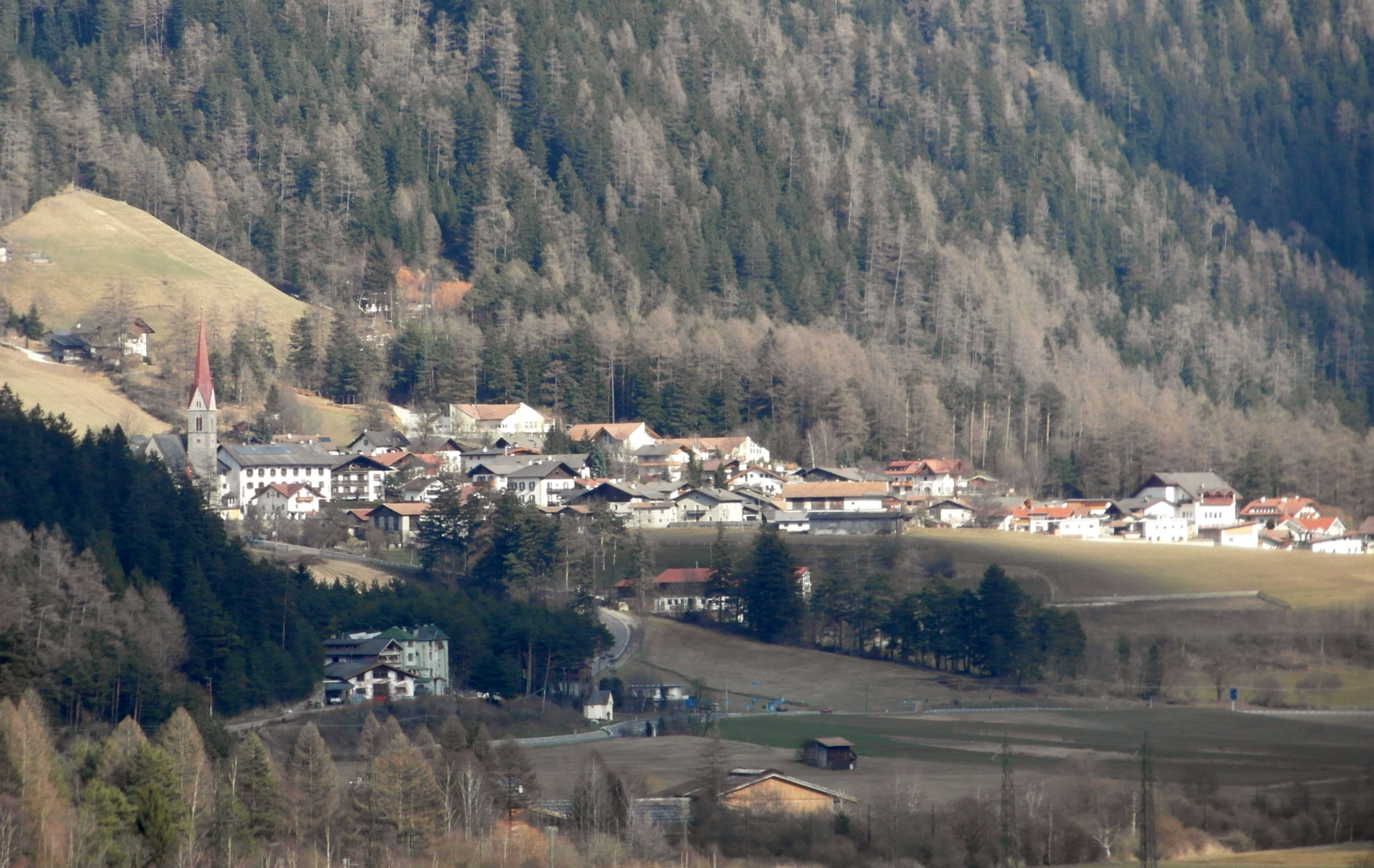
Panoramica di Campo di Trens dal castel Tasso

Campo di Trens è situato nella Val d'Isarco, 24 km a nord di Bressanone e 6 km a sud di Vipiteno, lungo la strada statale SS 12 dove la valle si apre, poco prima di Mules, fino a giungere alla piana di Vipiteno. L'originale nucleo del paese di Trens è situato su una posizione elevata, del versante orientale del "Giogo di Trens", mentre il paese si è poi sviluppato verso valle sino alla statale; oltre questa vi è la ferrovia del Brennero, il fiume Isarco e l'autostrada A22 del Brennero. Del comune fanno parte anche gli abitati di Stilves e di Mules, il primo nella piana di fronte a Trens al di là del fiume, il secondo 5 km a sud all'entrata della omonima Valle.

## Storia

### Origine
La località era già abitata nella preistoria, come risulta dai reperti ritrovati presso la Chiesa di San Valentino a Valgenäun, così come nel periodo romano con la pietra miliare di Settimio Severo, risalente al 201 d.C., ritrovata a Campo di Trens; la lapide di Aurelia Ruffina e la pietra sacra dedicata al dio della luce Mitra ritrovati a Mules. Nel 450 il territorio fu invaso dai Bavari durante il loro spostamento verso sud. In un documento, risalente all'anno 827, un certo Quarti/Quartinus fece dono delle sue proprietà, tra cui i villaggi di Stilves («Stilues») e Trens («Torrentes») alla Chiesa di San Candido, mentre nel 985-990 circa Adalbert von Stilfes donava alla Diocesi di Bressanone le località di Stilves, Mules e Ried-Novale comprese le vallate.
Nel 1100 al casato degli Stilfes fu affidata, dal potere vescovile, l'amministrazione dell'alta Val d'Isarco con sede presso il Castello di Reifenstein; nel 1200, a causa dell'estinzione del casato, il vescovo trasferì l'autorità ai Trautson che ottennero come feudo il Castello di Sprechenstein. Nel 1525, durante il periodo delle lotte contadine, la chiesa di Stilves fu saccheggiata più volte.

### Dal 1800 a oggi
Nell'agosto del 1809, durante la guerra di liberazione vennero catturati dai tirolesi, in una imboscata nei pressi di "Le Cave" (Grasstein), ora chiamata la "Stretta dei Sassoni" (Sachsenklemme), 500 sassoni che combattevano per i francesi come truppe del Reno; per ritorsione fu incendiato il borgo di Flanes.
La riorganizzazione dei comuni, effettuata nel 1849, comportò una riduzione di questi, che passarono da nove a tre: Stilves, Trens e Mules. Il 18 ottobre 1928, con un decreto, i tre comuni furono riuniti in un'unica sede nel comune di Campo di Trens.
Presso il centro abitato di Mules, è presente uno degli sbarramenti del Vallo alpino in Alto Adige, un insieme di bunker voluti da Mussolini, che vanno a formare lo sbarramento di Mules.
Nell'ultimo periodo, del secondo conflitto mondiale, la zona fu colpita dai bombardamenti diretti principalmente al ponte ferroviario sul fiume ed al deposito di munizioni di Stilves.
Il comune di Campo di Trens aderì, nel 1967, alla Comunità delle Valli della Val d'Isarco fino al 1979 per fondare, insieme agli altri comuni, la Comunità Comprensoriale Wipptal.

### Toponimi
Il toponimo di Trens (una frazione) è attestato per la prima volta nell'827 come Torrentes, nell'XI secolo come Trentas, Trents e Trentes e nel 1150 come Trens, e deriva probabilmente dal latino torrens ("torrente"). Nel 1923 il nome della frazione fu scelta come base per il nuovo nome italiano, Campo di Trens, creato solamente da Ettore Tolomei.
Il toponimo di Freienfeld è attestato nel 1364 come Frawdenvelt e nel 1446 come Frewdenfeld e significa "campo gioioso, ricco" (e non "campo libero di imposte").

### Simboli
Lo stemma del comune di Campo di Trens è costituito da un triangolo d'argento, con i lati ricurvi, dove i tre settori di colore verde dello sfondo rappresentano i tre comuni: Trens, Stilves e Mules; la parte centrale d'argento rappresenta il comune di Campo di Trens. Lo stemma è stato adottato nel 1968.

## Monumenti e luoghi d'interesse

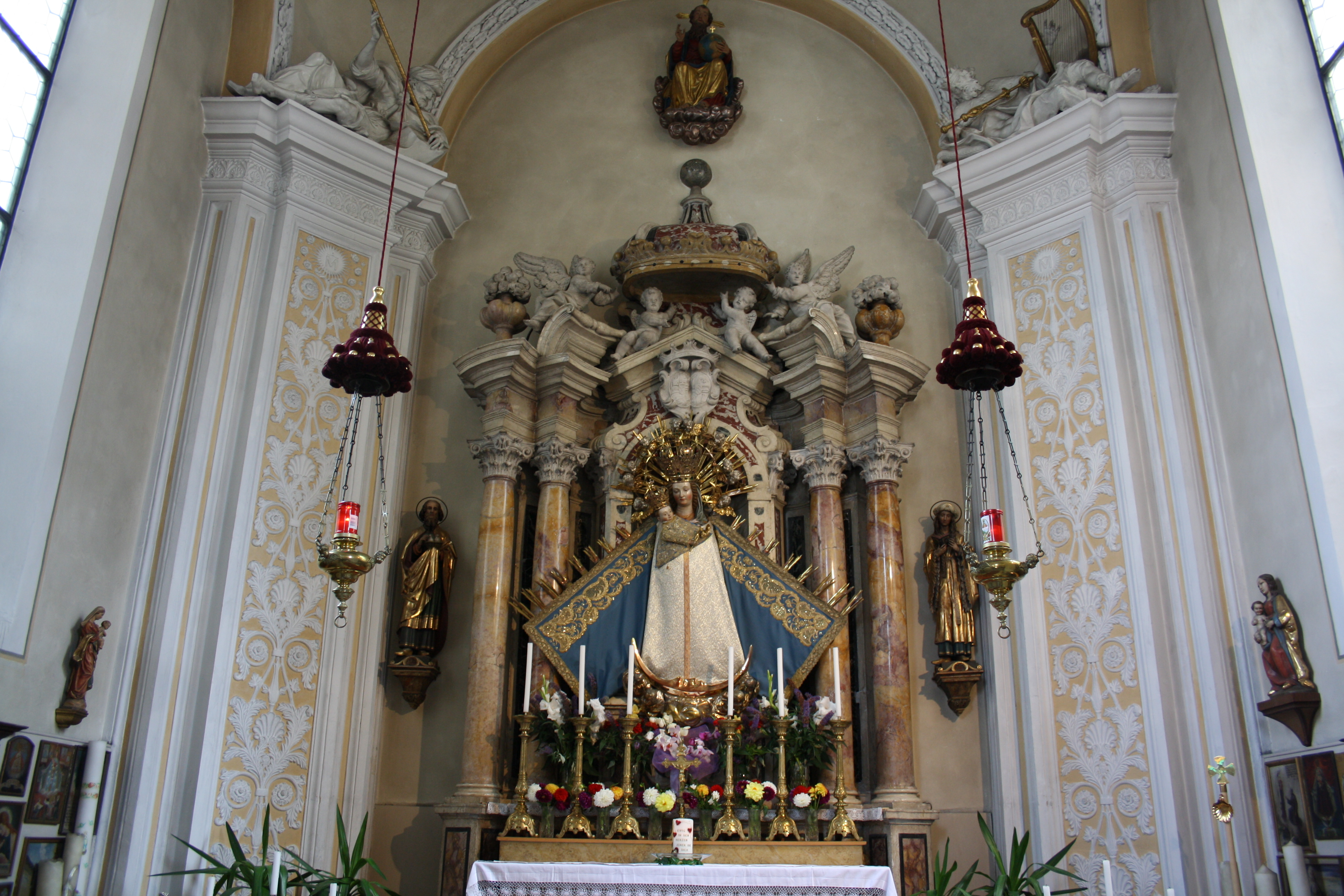
La statua lignea di "Nostra Signora delle valanghe"

### Architetture religiose
- Chiesa di Santa Maria Assunta, anche nota come santuario di Maria Trens, è  un luogo di pellegrinaggio. Qui è conservata l'immagine miracolosa di "Nostra Signora delle Valanghe" (Unsere Liebe Frau an der Lahn), antica statua lignea della Madonna in piedi con il Bambino, risalente al 1470. La chiesa, in stile tardo gotico, ha una navata del 1498 e la parete sinistra, dove si trova la Cappella della Madonna, è ricoperta dai numerosi ex voto.
- Chiesa di San Pietro Apostolo, parrocchiale di Stilves. L'antico centro ecclesiastico è Stilves e la chiesa di San Pietro Apostolo è la principale del comune. Viene citata per la prima volta nell'827. L'interno è arredato in stile tardo-barocco e gli affreschi delle volte sono di Christoph Brandstätter.
- Chiesa di Sant'Osvaldo, parrocchiale di Mules. La chiesa risale al 1329 ed è caratterizzata da un massiccio campanile in pietra con tetto a guglia. Gli affreschi interni sono opera di artisti diversi del XVIII e XIX secolo.[13]

### Architetture militari
- Castel Guelfo (tedesco Welfenstein), castello privato a sud del paese, verso la frazione di Mules
- Castello Sprechenstein (tedesco Schloss Sprechenstein)
- Castel Tasso (tedesco Schloss Reifenstein)

### Aree naturali
- Gola Sachsenklemme
- Lago di Puntleid (tedesco Puntleider See), 1720 m

## Società

### Ripartizione linguistica
La sua popolazione è per la sua quasi totalità di madrelingua tedesca:
| %      | Ripartizione linguistica (gruppi principali) |
| ------ | -------------------------------------------- |
| 95,56% | madrelingua tedesca                          |
| 4,12%  | madrelingua italiana                         |
| 0,32%  | madrelingua ladina                           |

### Evoluzione demografica
Abitanti censiti

## Economia

### Industria
Sul territorio di Campo di Trens è presente la Wolf System, industria multinazionale europea nel settore dei sistemi di costruzione in ambito: abitativo, industriale, commerciale, agricolo. La società ha vinto uno degli appalti ed ha consegnato 500 unità abitative dopo il terremoto dell'Aquila del 2009. La sede di Campo di Trens impiega 200 persone.

## Infrastrutture e trasporti
Il paese è servito dalla stazione di Campo di Trens, sulla ferrovia del Brennero; un'ulteriore stazione è quella sita nella frazione di Mules, dismessa nel corso del XX secolo.

## Amministrazione
| Periodo | Periodo | Primo cittadino   | Partito                                     | Carica                    | Note                                                 |
| ------- | ------- | ----------------- | ------------------------------------------- | ------------------------- | ---------------------------------------------------- |
| 2000    | 2005    | Ferdinand Rainer  | SVP                                         | Sindaco                   |                                                      |
| 2005    | 2015    | Armin Holzer      | SVP                                         | Sindaco                   |                                                      |
| 2015    | 2015    | Peter Faistnauer  | lista civica Freie Liste Freienfeld Wipptal | Sindaco                   | Decaduto per crisi di maggioranza                    |
| 2015    | 2016    | Helmuth Kiebacher | nominato dal presidente della Provincia     | Commissario straordinario |                                                      |
| 2016    | 2019    | Peter Faistnauer  | lista civica Freie Liste Freienfeld Wipptal | Sindaco                   | Dimissionario poiché eletto in Consiglio provinciale |
| 2019    |         | Verena Überegger  | lista civica Freie Liste Freienfeld Wipptal | Sindaco                   |                                                      |